# Grzegorz Lato
Grzegorz Boleslaw Lato (Malbork, 8. travnja 1950.) – poljski nogometaš, saborski zastupnik u poljskom parlamentu od 2001. do 2005. godine. predsjednik Poljskog nogometnog saveza od 2008. godine. Najbolji je strijelac Svjetskog nogometnog prvenstva u Njemačkoj 1974. godine, bio je dugo vremena nogometaš s najviše nastupa za poljsku reprezentaciju.

## Reprezentativna karijera
Za Poljsku nogometnu reprezentaciju nastupao je od 1971. do 1984. godine. U 104 nastupa postigao je 45 golova. Bio je rekorder je po broju nastupa za poljsku reprezentaciju (trenutno četvrti) i treći je najbolji strijelac reprezentacije u povijesti poslije Roberta Lewandowskog i Włodzimierza Lubańskog. Nastupio je na 3 svjetska prvenstva, 1974., 1978. i 1982. godine. To je razdoblje u kojem je poljska reprezentacija postigla svoje najveće uspjehe. Na Svjetskom prvenstvu 1974. godine, Poljska je bila 3., a Lato najbolji strijelac sa 7 golova. U prvom krugu pobijedili su Argentinu 3:2 i Haiti 7:0. Lato je na obje utakmice dao 2 gola. Poljska je još pobijedila Italiju 2:1. U drugom krugu Poljska je pobijedila Švedsku 1:0 i Jugoslaviju 2:1. U obje utakmice, Lato je dao pobjedničke golove. U odlučujućoj utakmici izgubili su od domaćina Njemačke 0:1. U utakmici za 3. mjesto pobijedili su Brazil 1:0. Gol je ponovno dao Grzegorz Lato. 
Na Svjetskom prvenstvu 1978. godine u Argentini dao je 2 gola, a s poljskom reprezentacijom ponovno je osvojio 3. mjesto na Svjetskom prvenstvu 1982. godine u Španjolskoj.  Oprostio se od reprezentacije u travnju 1984. godine.
S reprezentacijom osvojio je zlatnu medalju na Olimpijskim igrama 1972. i srebrnu medalju na Olimpijskim igrama 1976. godine.

## Klupska karijera
Najveći dio karijere igrao je za poljski klub Stal Mielec. U 272 nastupa postigao je 111 golova. Osvojio je poljsko prvenstvo 1973. i 1976. godine. S klubom došao je do četvrtfinala Kupa UEFE u sezoni 1975./'76. Najbolji je strijelac poljske lige 1973. (13 golova) i 1975. (19 golova). Prema pravilima Poljskog nogometnog saveza, mogao je napustiti poljsku ligu tek s 30 godina. Odbio je poziv Peléa, da igra za New York Cosmos. Igrao je za belgijski klub Lokeren, meksički klub Atlante (osvojen CONCACAF kup 1983. godine) i kanadski amaterski klub Polonia Hamilton. 